# チュッ!プレス
『チュッ!プレス』 (Chu!Press) は、中京テレビ放送が発行していたフリーマガジンである。2005年9月22日創刊。

## 概要
春・夏・秋・冬の年4回発行。当時中京テレビが運営していたChu!SHOP （チュウショップ）、chucchio caffe（チュッキオカフェ）、中京テレビハウジング各会場、名古屋鉄道主要駅のカウンターなどで配布されていた。
誌面は主に、中京エリアの企業や個人事業者の紹介記事、飲食店情報の紹介記事、中京テレビのアナウンサーたちによる体験レポート記事、中京テレビ製作番組の宣伝記事などで構成。当時中京テレビが公式サイト上で展開していたウェブマガジン『なでしこ』とのコラボレーション企画も行われたが、この企画は『なでしこ』の閉鎖とともに終了した。